# Franc-maçonnerie à Bordeaux

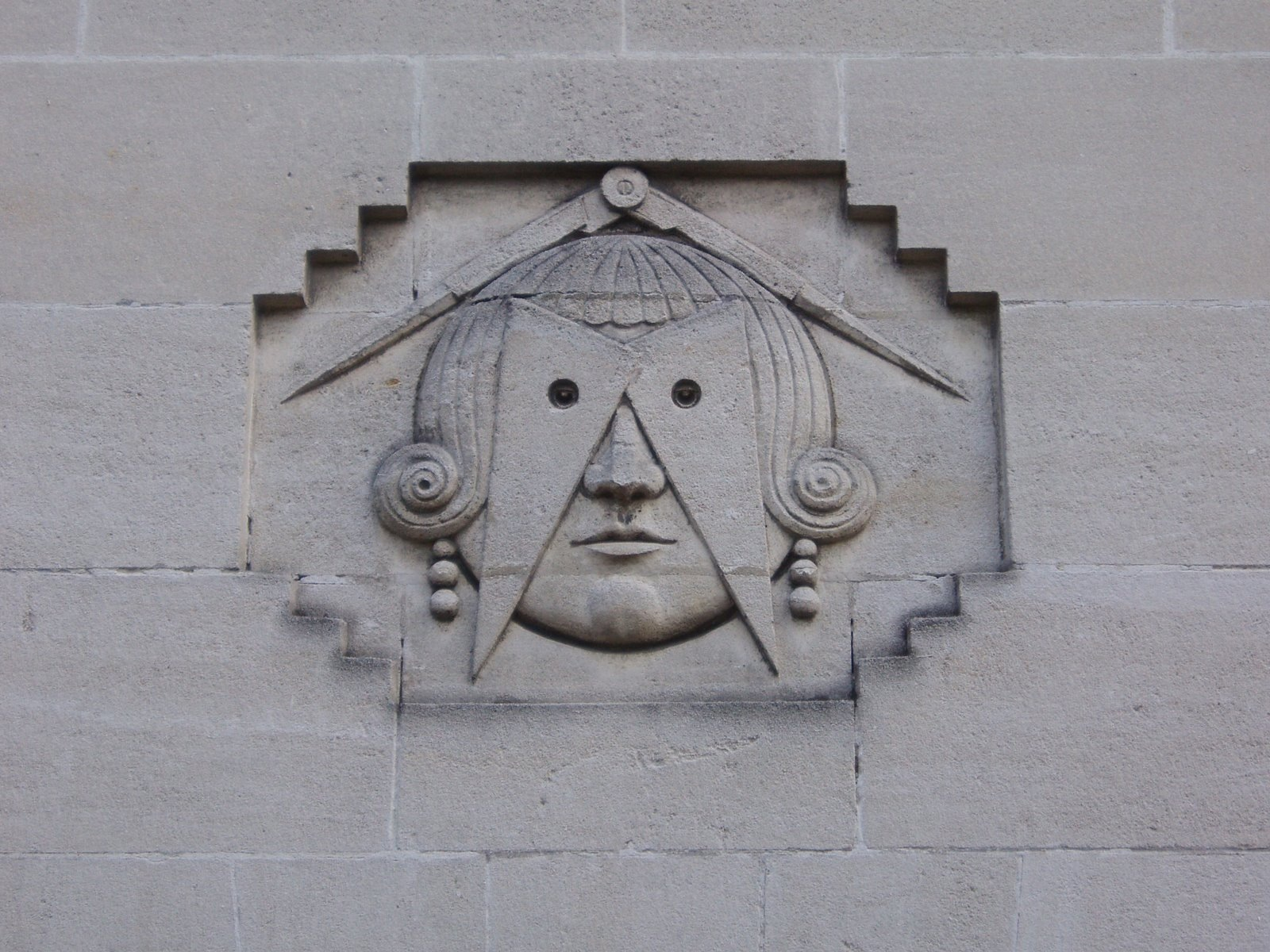
Mascaron situé 9 rue de Mexico.

L'histoire de la franc-maçonnerie à Bordeaux commence au  XVIIIe siècle, lors de la création en 1732, par trois marins britanniques ou irlandais, de la première loge dite « L'Anglaise » . Les membres de cette première loge sont essentiellement anglicans. En 1740, « La Française », qui regroupe les catholiques, est créée. Suivent « La Parfaite Harmonie » en 1744 et « L'Amitié » ou « L'Amitié allemande » en 1746. À la fin du XVIIIe siècle Bordeaux accueillait plus de 3 000 maçons pour 110 000 habitants. Ces loges sont alors un lieu de rencontre privilégié de l'élite bordelaise et diffusent les idées des Lumières.
Étienne Morin négociant entre les Antilles et Bordeaux, fonda en 1745 la Loge écossaise de Bordeaux. La moitié des loges de Saint-Domingue ont pour origine Bordeaux. Étienne Polverel, initié en 1771 dans la loge « L'Amitié », est à l'origine de l'affranchissement des esclaves en 1793 à Saint-Domingue. Des bordelais célèbres sont initiés à la maçonnerie, tels que le philosophe Montesquieu, l'armateur Élisée Nairac, qui fera fortune dans la traite négrière, le sénateur maire Émile Fourcand, l'architecte Victor Louis.

## Histoire de la franc-maçonnerie bordelaise

### XVIIIesiècle
La franc-maçonnerie, solidement implantée en Angleterre au début du XVIIIe siècle, se développe en France avec les premières loges parisiennes vers 1726.

#### Les débuts de la franc-maçonnerie à Bordeaux

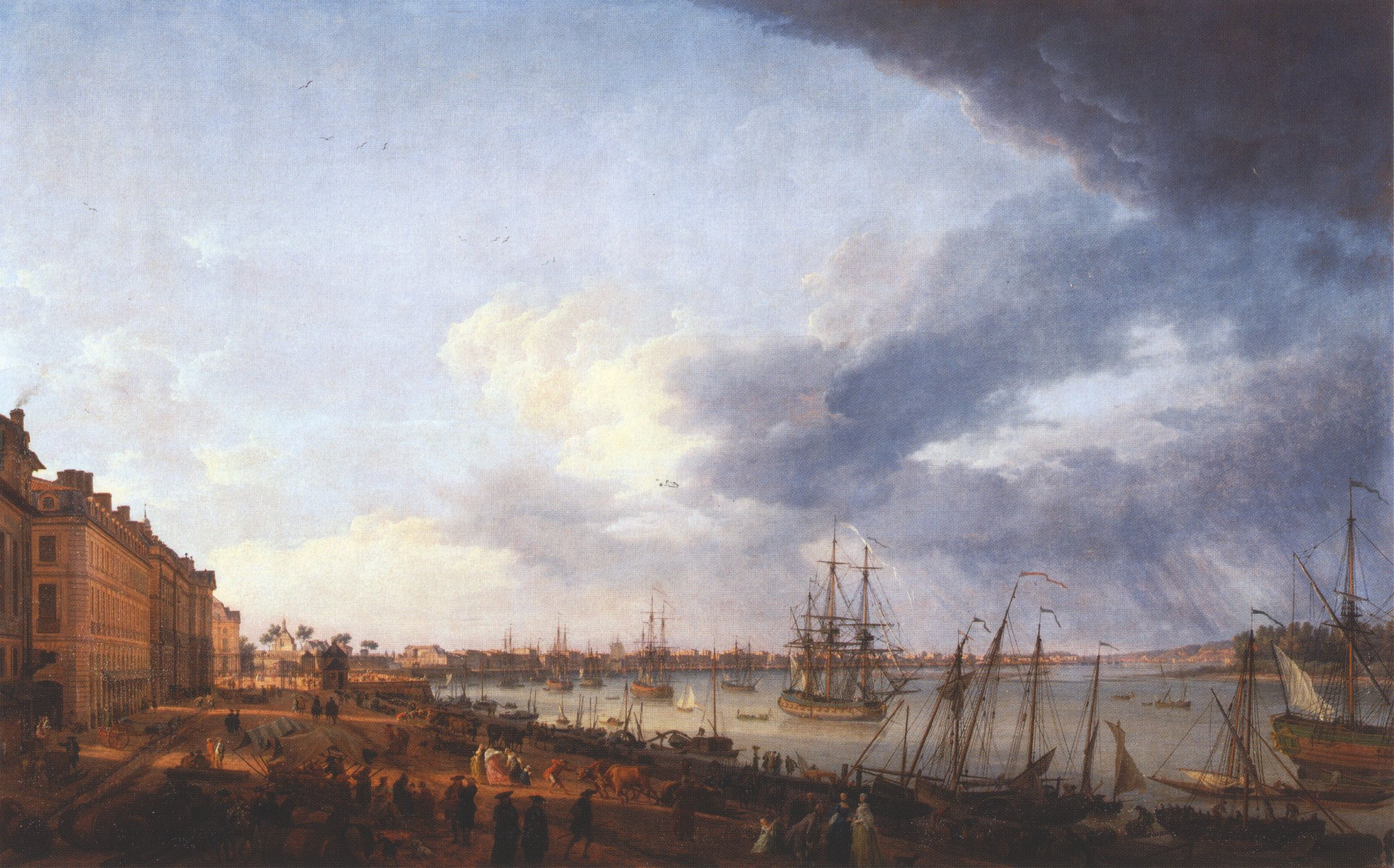
Le port de la Lune en 1758 par Vernet

Le 27 avril 1732, la première loge maçonnique dite « L'Anglaise », est créée dans une auberge des Chartrons à Bordeaux par trois sujets britanniques ou irlandais, Martin Kelly, Nichols Staimton et Jonathan Robinson qui avaient pour port d'attache le port de la Lune. Le plus connu de ces marins est Jonathan Robinson, arrivé à Bordeaux en 1721 du port protestant franco-irlandais de Youghall et qui très certainement commença à diffuser les idéaux maçons dès cette date. En 1785, « L'Anglaise » sera rebaptisée la « Vraie Loge anglaise ». Le 4 décembre 1913, elle rejoindra la Grande Loge nationale indépendante et régulière pour la France et ses colonies fondée le 5 octobre par Le Centre des amis ,. Cette première franc-maçonnerie est alors exclusivement maritime, permettant l'entraide entre marins. Peu à peu, les capitaines de navires bordelais intègrent tous la franc-maçonnerie et retentissent alors les « trois coups de sifflet » que donnent les bateaux en entrant au port. Les liens entre Londres et Bordeaux sont alors étroits et le travail des maçons s'effectue entièrement en langue anglaise [réf. nécessaire].
Puis la maçonnerie s'implante dans le milieu de la finance bordelaise avec René-Marie Floch, un notable d'origine bretonne. Enfin, c'est Montesquieu, qui marque l'arrivée de la franc-maçonnerie dans le milieu du négoce. Le 29 août 1740, la loge La Française  est créée pour les parlementaires et ceux qui ne connaissaient pas la langue anglaise, mais aussi très certainement grâce à un groupe de pression franco-catholique. Ultérieurement cette loge donnera le jour à la « Parfaite Harmonie » en 1744. Cette dernière créera « L’Amitié » ou « L’Amitié allemande » en 1746, dont le premier vénérable est le comte de Pontac, propriétaire du château Haut-Brion. « La Française » et « L'Amitié » dominèrent l'activité maçonnique locale et essaimèrent de nombreuses loges dans le futur département de la Gironde.
En 1742, l'intendant de Guyenne, Claude Boucher, adresse un rapport à son ministre en ces termes :

« il s'est introduit icy une espèce de société sous le titre de confrérie des franc-massons qui prend beaucoup de faveur... La nouveauté qui plaît infiniment en ce païs y a déterminé nombre d'honnêtes gens à entrer dans cette confrérie, même des officiers du Parlement. Comme on fait serment, sous des peines très sévères, de ne point révéler les secrets de l'ordre, il ne m'a pas été possible de les pénétrer, ce qui l'a rendue très suspect »`. »

En 1745, Étienne Morin négociant entre les Antilles et Bordeaux, fonda la loge écossaise de Bordeaux : « La Parfaite Loge d'Écosse » ou « Grande Loge d'Écosse ». Il s'agit très certainement d'un des premiers ateliers français travaillant au-delà du grade de maître. La qualité des francs-maçons qui l'assistent dans cette création — tous déjà membres éminents des trois loges déjà existantes à Bordeaux — démontre qu'il y jouissait déjà d'une certaine réputation.
En 1762, Martinès de Pasqually après s'être installé à Bordeaux créé une nouvelle loge, la « Française élue écossaise », qui ne sera pas reconnue par la Grande Loge de France. Mais la direction de l'obédience maçonnique abolissant en 1766 toutes les constitutions relatives aux grades supérieurs aux trois premiers grades (apprenti, compagnon et maître), le chapitre se trouve suspendu.
Outre « L’Anglaise » et « La Française », une nouvelle obédience s'implante en 1773, le Grand Orient de France et ce à l’initiative du vicomte de Noé, alors maire de Bordeaux. Cette nouvelle obédience s'installe contre l'avis du maréchal duc de Richelieu, intendant de Guyenne, qui souhaitait ouvrir son propre atelier.
Lors de la révolution de 1789, la franc-maçonnerie bordelaise adhère au mouvement de liberté choisi par la nation. Sous la Terreur, elle interrompt son activité pendant plus d'un an, par peur des persécutions. Ce n'est toutefois que provisoire. La franc-maçonnerie bordelaise est devenue, au début du XIXe siècle, une entité incontournable.[réf. nécessaire]

#### La Franc-maçonnerie dans la société bordelaise
Le nombre important de maçons bordelais à la fin du XVIIIe siècle (2 000 maçons) dénote un lieu de rencontre prévilégié de toute l'élite bordelaise de l'époque. Près de 31 % des membres sont des négociants et des courtiers, les nobles représentent 13,17 %, la troisième place avec 11,28 % est occupée par les officiers de marine et les militaires roturiers. Suivent les hommes de loi avec 8,76 % et enfin le clergé avec 4,30 %. Les réseaux, toujours plus nombreux, des loges se calquent sur les réseaux commerciaux internationaux. Le négoce protestant est dominant dans les échanges européens y compris français. Les relations franc-maçonnes viennent se substituer aux liens confessionnels, professionnels et familiaux.

#### Le séjour de Joseph Balsamo
De novembre 1783 à octobre 1784, Joseph Balsamo dit comte Cagliostro, est à Bordeaux, logé chez le marquis de Canolle. Il tenta sans succès d'y diffuser sa « science para-maçonnique »,.

### XIXesiècle
Le 4 juillet 1804, Alexandre de Grasse-Tilly, comte de Grasse, marquis de Tilly, débarque à Bordeaux à l'âge de 39 ans. À la suite de la révolte des esclaves de Saint-Domingue, il est ruiné. Il est 33e depuis 1802 du Rite Écossais Ancien Accepté. Il rejoint Paris où il compte utiliser ses titres.
Émile Fourcand (1819-1881), maire de Bordeaux et sénateur, a été initié en 1842 dans la loge « Essence de la paix », en 1851 il devient vénérable des « Amis réunis » au Grand Orient de France. Il est un des acteurs de la vie publique parmi les plus influents en tant que directeur de la Caisse d'épargne de la ville et président du tribunal de commerce de 1868 à 1872. Il s'engage dans la politique et y défend la franc-maçonnerie face aux critiques de l'ordre de l'empire. Lors de son élection au sénat, il adresse une lettre à ses amis francs-maçons pour les remercier:
« Je vous remercie cordialement de la batterie maçonnique avec laquelle vous avez bien voulu accueillir la nouvelle de ma nomination au Sénat par l'Assemblée nationale....C'est par la pratique des principes maçonniques que j'ai trouvé la force de ne pas m'écarter jamais de la justice, de la modération et de l'amour de la liberté qui ont été les règles immuables de ma vie politique »
En 1869, le philosophe Jules Simon se présente à la députation à Bordeaux, il est élu. Dans son programme figure déjà la séparation de l'Église et de l'État. Jules Simon avec le soutien d'une forte maçonnerie entraine une partie de la bourgeoisie vers la République.
Depuis le XIXe siècle un immeuble de la rue Ségalier, proche de la place des Martyrs-de-la-Résistance dans le quartier Saint-Seurin, accueille en toute discrétion plusieurs représentations d'obédiences maçonniques. Seul détail distinctif, l'une des deux consoles supportant le balcon du premier étage comporte, sur sa face, l'équerre et le compas.

### XXeetXXIesiècles
De la fin du XIXe siècle au début du XXe siècle, la franc-maçonnerie a une grande influence sur la presse bordelaise. Les deux principaux titres, La France de Bordeaux et La Petite Gironde, sont alors dirigés par des francs-maçons. Parmi eux, Lucien Victor-Meunier, connu sous son nom de plume Gwynplaine, glorifie dans ses articles les martyrs de la liberté opprimée, comme Francisco Ferrer, franc-maçon, anarchiste, libre-penseur et pédagogue espagnol, fusillé en 1909.
Au début du XXe siècle, le mouvement anarchiste prend de l'importance à Bordeaux. Certains préfets et commissaires de police - eux aussi francs-maçons - refusent de dénoncer des anarchistes notoires.

#### Seconde Guerre mondiale
Lors de l'occupation allemande, Adrien Marquet, maire et député de Bordeaux, qui prône la collaboration avec l'Allemagne nazie, déclare : « Pour le Maréchal, un Juif n’est jamais responsable de ses origines, un franc-maçon l’est toujours de son choix ». En août 1940, Marquet alors ministre de l’Intérieur du Régime de Vichy remplace le préfet de la Gironde au profit de François Pierre-Alype, anticommuniste convaincu. Son directeur de cabinet est George Reige : « adepte des théories de Maurras et de l’Action française, porte une profonde haine à la République. Dès son arrivée, il fait établir un fichier départemental des militants de gauche, car il est convaincu que le communisme reste l’ennemi numéro un [...]. En rapport avec le capitaine SS Hagen, il crée un véritable service de renseignements au sein même de la préfecture et ne tarde pas à organiser une chasse impitoyable aux communistes et aux francs-maçons mais également aux Résistants de la première heure ». Pendant l'été 1940, en dehors de toute pression allemande le régime de Vichy organise un carcan liberticide. Concernant la franc-maçonnerie, la loi du 12 août 1940 « portant interdiction des associations secrètes » est publiée le 14 août 1940, le décret du 19 août dissout le Grand Orient et la Grande Loge de France.
Après son éviction du gouvernement, Adrien Marquet fait l’éloge le 19 décembre 1940 du régime national-socialiste « antiparlementaire, antisémite, antimaçonnique, anticlérical, anticapitaliste ». Adrien Marquet n’empêchera pas à Bordeaux la mise en œuvre la politique qu’il a lui-même contribué à définir en été 1940 envers les francs-maçons. Il acceptera sans hésitation le prêt du musée des beaux-arts à une exposition antimaçonnique. Le cabinet du préfet, avec en particulier Maurice Papon, applique à la lettre les lois antimaçonniques. Les francs-maçons connus et qui occupent un poste important, doivent le quitter. Ainsi Marc Pinèdre le compagnon de route d'Adrien Marquet depuis les années 1910, doit laisser son poste de premier adjoint de Bordeaux en avril 1941. Mais, lors de son procès à la Libération, Adrien Marquet se défend au motif qu'aucun des 120 francs-maçons salariés de la ville n'a été inquiété. Marc Pinèdre indiquera que s'il a échappé à la Gestapo c'est grâce à Adrien Marquet.
Par ailleurs, certains maçons proches d'Adrien Marquet, lui restèrent fidèles. Des tensions internes au sein même de la franc-maçonnerie augmentèrent les départs des maçons de certaines loges avec selon l'universitaire Hubert Bonin : « peut-être des conséquences sur l’homogénéité de certains courants de la Résistance ».

#### XXIesiècle
En 2010, la franc-maçonnerie bordelaise compte environ 3 000 membres répartis dans près de 80 loges. Le nombre d'initiés par obédiences se décompose ainsi : Grand Orient de France 1 260 initiés, Grande Loge nationale française 500 initiés, Grande Loge de France 800 initiés, autres 500 initiés.

## Franc-maçonnerie et traite négrière

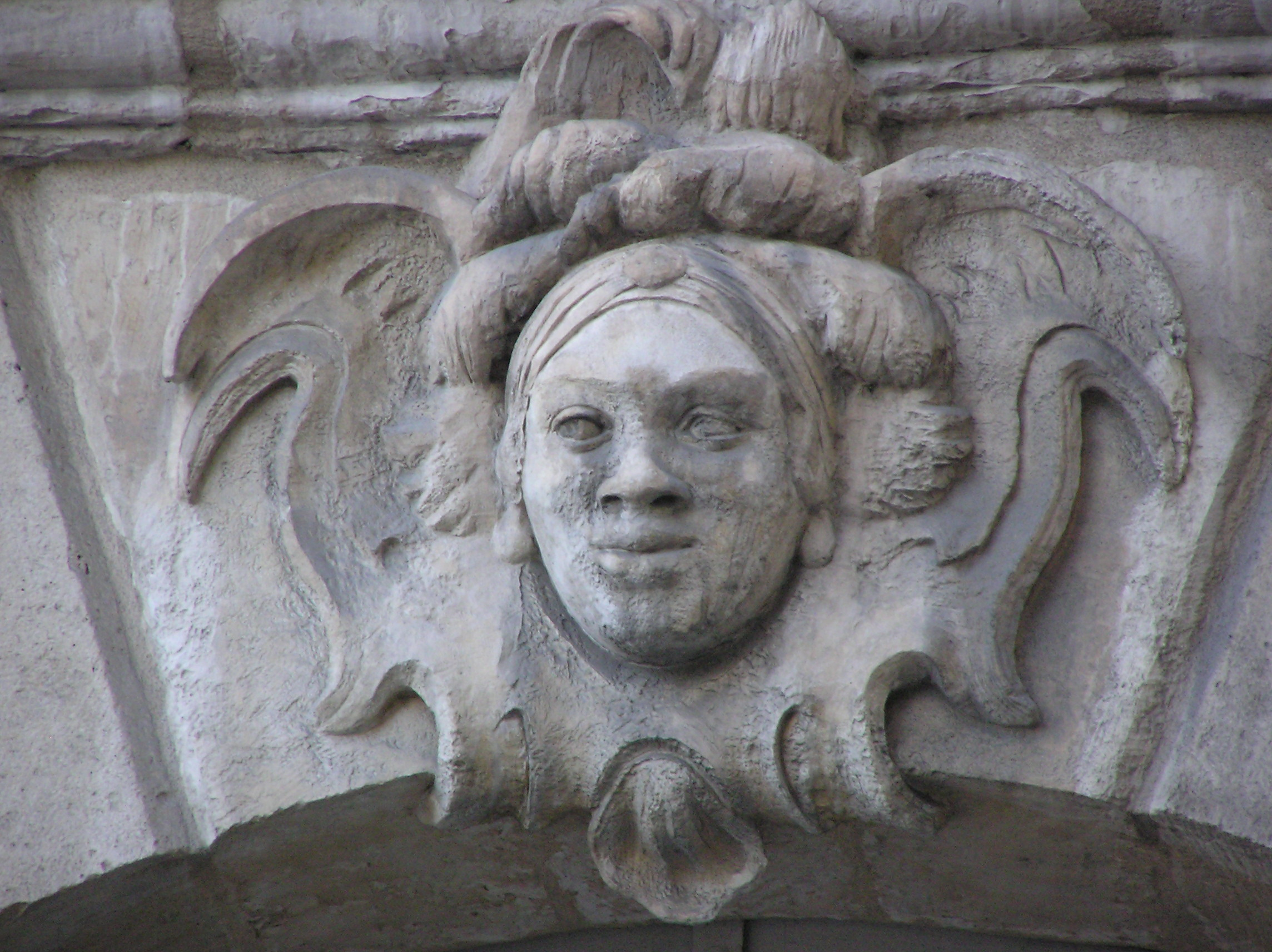
Mascaron, rue Fernand-Philippart.

Si des francs-maçons comme Montesquieu ou Étienne Polverel participèrent de façon significative au mouvement abolitionniste, d'autres comme Élisée Nairac firent fortune dans la traite négrière.

### Prise de position de Montesquieu
Montesquieu ne s’accommode pas de l’idée d’esclavage. Il décide donc de ridiculiser les esclavagistes dans le chapitre 5 du livre XV de De l’esprit des lois : « Si j’avais à soutenir le droit que nous avons eu de rendre les nègres esclaves, voici ce que je dirais. » Suit alors une liste d’arguments caricaturaux dont le grinçant « si nous les supposions des hommes, on commencerait à croire que nous ne sommes pas nous-mêmes chrétiens », précurseur du « Pangloss » de Candide. C’est dans ce même livre, intitulé Comment les lois de l’esclavage civil ont du rapport avec la nature du climat, que Montesquieu commence à développer sa théorie sociologique des climats.
Certains ont considéré que Montesquieu avait eu des intérêts dans la traite négrière, s’appuyant sur le fait qu’en 1722, Montesquieu avait acheté des actions de la Compagnie des Indes. Mais, ainsi que l’a rappelé Jean Ehrard, il a réalisé cette transaction en tant que commissaire de l’Académie de Bordeaux et non à titre personnel.
- Citations sur l’esclavage : De l’esprit des lois (1748)

« L’esclavage n’est utile ni au maître ni à l’esclave ; à celui-ci parce qu’il ne peut rien faire par vertu ; à celui-là, parce qu’il contracte avec les esclaves toutes sortes de mauvaises habitudes, qu’il s’accoutume insensiblement à manquer à toutes les vertus morales, qu’il devient fier prompt, dur, colère, voluptueux, cruel. »

 (livre XV, chapitre I)

« Dans les pays despotiques, où l’on est déjà fous d’esclavage politique, l’esclavage civil est plus tolérable qu’ailleurs. Chacun y doit être assez content d’y avoir la subsistance et la vie. Ainsi la condition de l’esclave n’y est guère plus à charge que la condition de sujet. Mais dans un gouvernement monarchique […] il ne faut point d’esclaves. »

 (XV, I)

### Participation à la traite négrière
À la fin du XVIIIe siècle près de la moitié des francs-maçons appartiennent au négoce bordelais. Celui-ci affrétera près de 500 navires et ainsi déportera environ 120 000 à 150 000 africains vers l’Amérique.
Ainsi Élisée Nairac, membre de la puissante famille d'armateur protestante reçoit les lumières de « L'Amitié » en 1790. Or de 1764 à 1792, la famille Nairac a organisé 24 expéditions dont 18 déportèrent plus de 8 000 africains.
L'universitaire Jean Tarrade évoque un conflit entre « les principes et les réalités concrètes de l'économie qui l'emporteront ».

## Personnalités francs-maçonnes à Bordeaux

### Francs-maçons bordelais
- Montesquieu (1689-1755), qui a traversé la Manche sur le yacht du franc-maçon Lord Chesterfield, est initié à la franc-maçonnerie au sein de la loge londonienne Horn (le Cor) le 12 mai 1730[23],[24]. De par son appartenance à la franc-maçonnerie, Montesquieu sera inquiété par l'intendant de Guyenne Claude Boucher et par Le Cardinal Fleury (1737). Il continuera néanmoins à fréquenter les loges parisiennes et bordelaises[25].
- Joseph Ignace Guillotin (1738-1814) fils d'un avocat girondin, il fait des études théologiques pendant sept ans dans le collège des jésuites de Bordeaux. En 1763, il choisit les études de médecine d'abord à Reims (où les études sont moins onéreuses) puis en 1768 à Paris[26].
- Jean-Baptiste Mareilhac (1745-1831), négociant, armateur, et homme politique dont maire de Bordeaux, membre de la loge « L'Amitié » de Bordeaux.  Il profite de la tourmente de la Révolution pour accroître sa fortune et « aurait organisé une expédition négrière en 1792 »[N 3].
- L'abbé Dupont de Jumeaux (1755-1823), prieur d'Eymet, qui crée en 1783 le Musée de Bordeaux qui a pour vocation la diffusion des connaissances[réf. nécessaire].
- Émile Fourcand (1819-1881), maire de Bordeaux et sénateur, a été initié en 1842 dans la loge « Essence de la paix ». En 1851 il devient vénérable des « Amis réunis » au Grand Orient de France[réf. nécessaire].

### Francs-maçons initiés à Bordeaux
- Étienne Polverel (1740-1795) fut initié en 1771 dans la loge « L'Amitié » de Bordeaux. Commissaire de la République à Saint-Domingue, il est à l'origine de l'affranchissement des esclaves en 1793[27].

### Autres
- Étienne Morin (1717-1771) Ce négociant qui joua un rôle central dans la genèse du Rite écossais ancien et accepté fut très actif à Bordeaux où il fonda notamment en 1745 la loge écossaise dite des « Élus parfaits ».

## Représentations maçonniques dans l'architecture

### Mascarons

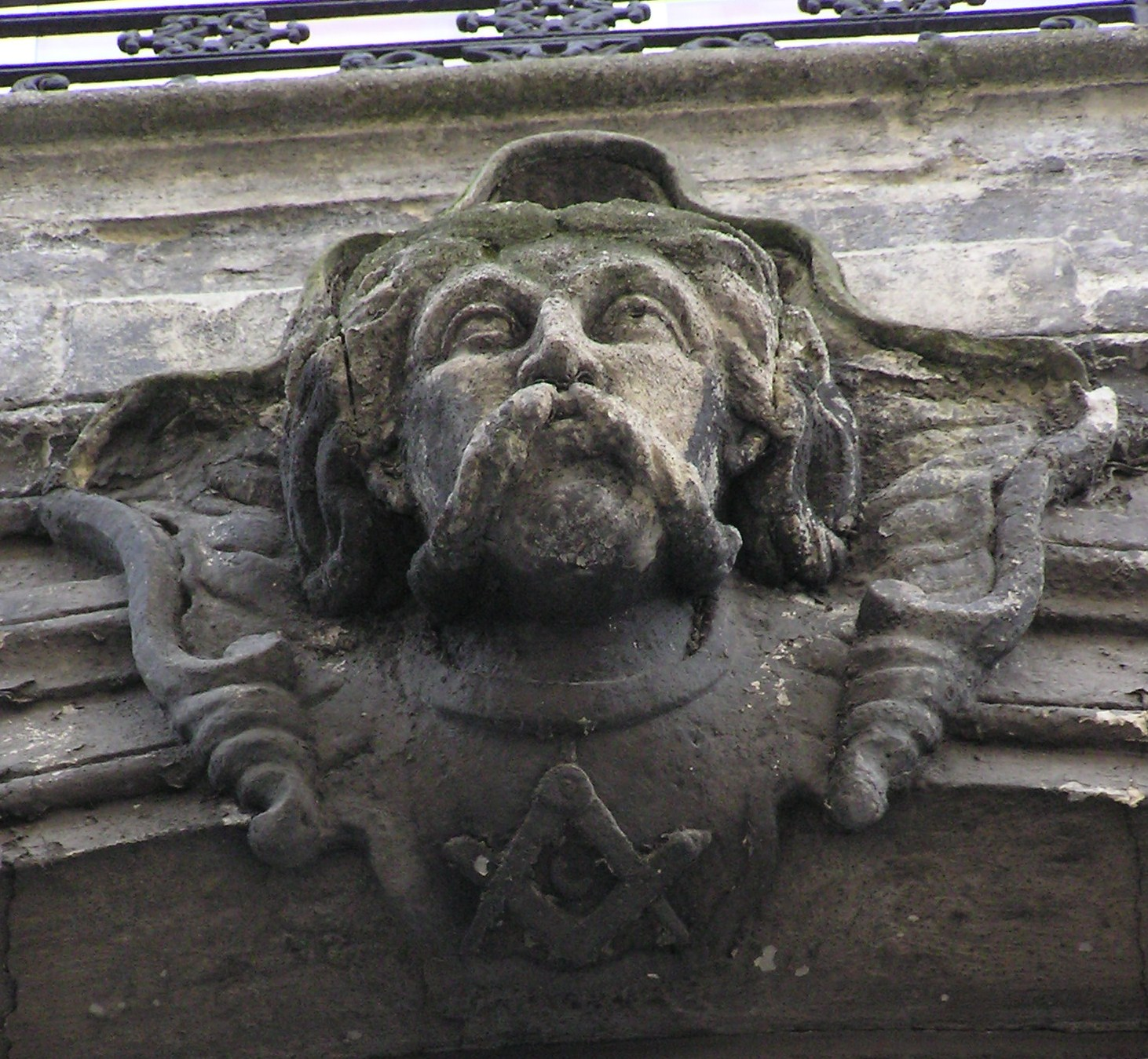
22, rue Philippart

Plusieurs mascarons bordelais font apparaître depuis le XVIIIe siècle des symboles de la franc-maçonnerie.
L'hôtel particulier au 15, cours Georges Clemenceau du marquis de Canolle, qui fut a priori franc-maçon, présente sur sa façade des médaillons avec des symboles francs-maçons. Un mascaron au 22 rue Fernand Philippart présente un symbole maçonnique sur son torse. Au début du XXe siècle, un mascaron sur une maison particulière du 9, rue de Mexico intègre un compas et des équerres dans ce visage de type Art déco. Au 52, cours de l'Intendance un mascaron sculpté en 1990 par François Caldéron lors de la restauration de l'immeuble, représente un visage une main sur le cou les doigts à l'horizontale et le pouce levé à l'équerre. La position de la main et du pouce est un signe maçonnique indiquant « plutôt avoir la gorge tranchée que de dévoiler le secret ».

### Grand Théâtre de Bordeaux
Le maréchal-duc de Richelieu, petit-neveu du Cardinal, nommé gouverneur de la Guyenne en 1755 est franc-maçon. Il demanda à l'architecte Victor Louis (1731-1800), affilié en 1775-1779 à la loge la « Française de l'Orient » de Bordeaux, la construction du Grand Théâtre. Cette construction, commencée en 1773 et inaugurée en 1780, sera financée par les négociants francs-maçons de la loge « L'Amitié ». Fondée en 1746, cette loge accueillait les membres du grand négoce bordelais. La première pierre est posée, le 13 avril 1776, par Louis-Philippe d'Orléans alors grand maître des maçons français. Selon certaines références, cet édifice n'arbore apparemment pas de symboles spécifiquement maçonniques, toutefois l'écrivaine Florence Mothe considère que l'on peut y déceler la présence de nombreux symboles maçonniques.